# 잉에마르 스텐마르크
얀 잉에마르 스텐마르크(스웨덴어: Jan Ingemar Stenmark, 스웨덴어 발음: [ˈɪ̌ŋː(ɛ)mar ˈstêːnmark], 1956년 3월 18일~)는 스웨덴의 전 알파인 스키 선수이다. 2023년을 기준으로 국제 경기에서 가장 많이 우승한 알파인 스키 선수로 1976년 동계 올림픽에서 동메달을 획득했고 1980년 동계 올림픽에서 2관왕에 올랐다.

## 경력
스토루만시의 요에셰에서 태어났으며, 4세때 가족들과 함께 노르웨이 국경 근처의 테르나뷔로 이주했다. 5세때 스키를 배우기 시작하여, 8세때 처음으로 스웨덴 국내 대회에서 우승했다. 
1973년 12월 8일에 17세의 나이로 프랑스 발디제르에서 열린 1973–74년 1차 월드컵 대회전 종목에 출전하면서 월드컵 데뷔전을 치렀다. 그는 이 경기에서 전체 46위를 기록했다. 1974년 3월에는 노르웨이 보스에서 열린 1973–74년 17차 월드컵 대회전 경기에서 이탈리아의 구스타프 퇴니와 오스트리아의 한지 힌터제어의 뒤를 이어 동메달을 획득하면서 처음으로 월드컵 포디움에 올랐다.
1978년 가르미슈파르텐키르헨에서 열린 세계 알파인스키 선수권 대회 대회전에서 리히텐슈타인의 안드레아스 벤첼과 빌리 프로멜트를 2초 이상 따돌리고 우승했다. 1980년에는 미국 레이크플래시드에서 열린 1980년 동계 올림픽에 참가했다. 그는 이 대회에서 회전과 대회전 종목에서 금메달을 획득하며 2관왕에 올랐다. 회전 종목에서는 미국의 필 마어와 스위스의 자크 뤼티를 꺾었으며, 대회전 종목에서는 리히텐슈타인의 벤첼과 오스트리아의 한스 엔을 누르고 우승을 차지했다.
캐나다 캘거리에서 열린 1988년 동계 올림픽에서는 회전 종목은 5위를 기록하고, 대회전에서는 완주에 실패하며 메달 획득에 실패했다. 이후 1989년에 현역에서 은퇴했다.

## 개인사
1984년에 루프트한자 항공사의 독일인 여성 승무원인 안 우프하겐과 결혼했으나 1987년에 이혼했다. 둘 사이에 딸 하나를 두었다. 2016년에 10년 동안 교제한 핀란드 출신인 타리아 올리와 결혼했다. 두 사람 사이네는 2008년에 태어난 딸 하나가 있다. 